# Lībagi
Lībagi, deutsch Livagi ist ein Dorf mit 55 Einwohnern (Stand Oktober 2022) im Bezirk Bezirk Talsi in Lettland. Das Zentrum der Gemeinde befindet sich in Mundigciems. Das Dorf Livagi liegt an der Kreuzung der Autobahnen A10 (Riga–Ventspils) und V1401 (Stende–Lauciene–Mērsrags). Das Dorf wurde um das Lībagi-Gut (Gut Lipsthusen) herum gebaut. 